# Chef d'état-major de l'Armée (Luxembourg)

Insigne du grade de Général-Chef d'État-Major

Le chef d'état-major de l'Armée est le chef des forces armées luxembourgeoises. Le chef d'État-Major est le chef des forces armées et le responsable des opérations au jour le jour. Le chef d'État-Major actuel est Steve Thull.
Il est subordonné officiellement au grand-duc, que la Constitution nomme comme le commandant en chef, mais doit répondre du ministre de la Défense, poste actuellement occupé par Yuriko Backes.
Le chef d'état-major a le grade de colonel, mais est autorisé à porter celui de général.

## Liste des chefs d'état-major
|    | Nom                     | Photo | Début             | Fin               |
| -- | ----------------------- | ----- | ----------------- | ----------------- |
| 1  | Michel Mayer            |       | 15 juillet 1967   | 9 octobre 1972    |
| 2  | Pierre Dauffenbach (lb) |       | 9 octobre 1972    | 4 février 1976    |
| 3  | Jean Betz               |       | 4 février 1976    | 9 mars 1980       |
| 4  | François Welfring       |       | 9 mars 1980       | 13 mai 1984       |
| 5  | Nicolas Ley             |       | 13 mai 1984       | 21 février 1988   |
| 6  | Armand Bruck (lb)       |       | 21 février 1988   | 4 novembre 1994   |
| 7  | Michel Gretsch (lb)     |       | 4 novembre 1994   | 2 juillet 1998    |
| 8  | Guy Lenz (lb)           |       | 2 juillet 1998    | 28 janvier 2002   |
| 9  | Nico Ries (en)          |       | 28 janvier 2002   | 15 janvier 2008   |
| 10 | Gaston Reinig           |       | 15 janvier 2008   | 1er février 2013  |
| 11 | Mario Daubenfeld (en)   |       | 1er février 2013  | 1er décembre 2014 |
| 12 | Romain Mancinelli (en)  |       | 1er décembre 2014 | 29 septembre 2017 |
| 13 | Alain Duschène          |       | 29 septembre 2017 | 29 septembre 2020 |
| 14 | Steve Thull (lb)        |       | 29 septembre 2020 | En fonction       |